# 1414 w polityce

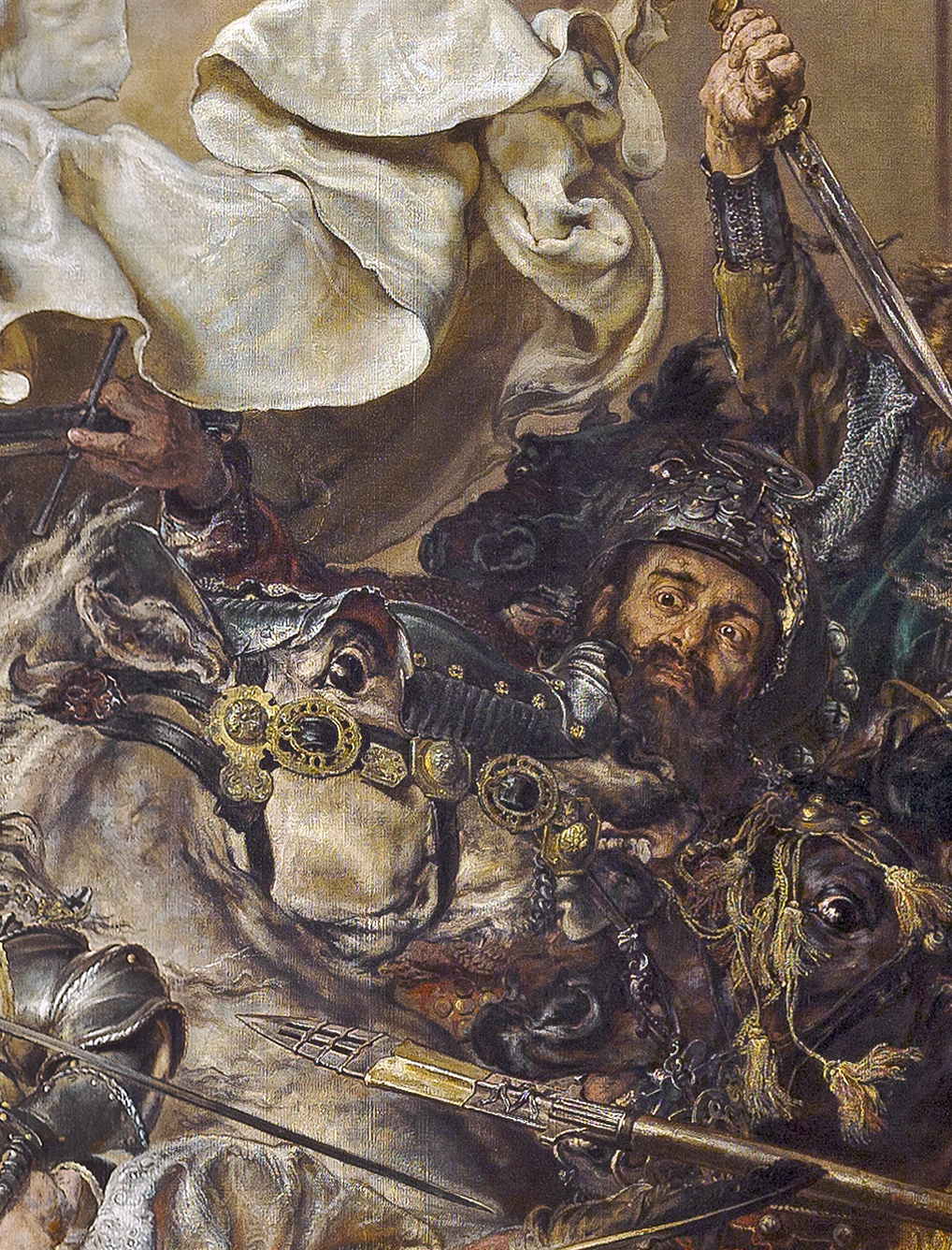
Zyndram z Maszkowic na obrazie Jana Matejki "Bitwa pod Grunwaldem"

Wydarzenia polityczne w 1414 roku.

## Wydarzenia
- 9 stycznia Michał Küchmeister von Sternberg został wybrany na wielkiego mistrza zakonu krzyżackiego[1].
- 18 lipca – król Władysław Jagiełło wypowiada Krzyżakom wojnę, która przejdzie do historii jako głodowa.
- 16 listopada – początek Soboru w Konstancji[2][3].

## Urodzili się
- 21 lipca Francesco della Rovere, późniejszy papież Sykstus IV[4].

## Zmarli
- Zyndram z Maszkowic[5], polski rycerz, dowódca chorągwi krakowskiej w bitwie pod Grunwaldem.